# Слобідська сільська рада (Чернігівський район)
Слобідська́ сільська́ ра́да — орган місцевого самоврядування у Чернігівському районі Чернігівської області. Адміністративний центр — село Слобода.

## Загальні відомості
Слобідська сільська рада утворена в 1918 році.
- Територія ради: 44,1 км²
- Населення ради: 730 осіб (станом на 2001 рік)

## Населені пункти
Сільській раді підпорядковані населені пункти:
- с. Слобода
- с. Вікторівка
- с. Драчівщина

## Склад ради
Рада складається з 16 депутатів та голови.
- Голова ради: Новиченко Микола Федорович

### Керівний склад попередніх скликань
| ПІБ                        | Основні відомості                                                 | Дата обрання | Дата звільнення |
| -------------------------- | ----------------------------------------------------------------- | ------------ | --------------- |
| Новиченко Микола Федорович | Сільський голова, 1963 року народження, освіта вища, безпартійний | 26.03.2006   | 31.10.2010      |
| Новиченко Микола Федорович | Сільський голова, 1963 року народження, освіта вища, безпартійний | 31.10.2010   |                 |

Примітка: таблиця складена за даними джерела

### Депутати
За результатами місцевих виборів 2010 року депутатами ради стали:

#### За суб'єктами висування
| Суб'єкт висування | Кількість обраних депутатів | %    |
| ----------------- | --------------------------- | ---- |
| Самовисування     | 10                          | 62,5 |
| Партія регіонів   | 6                           | 37,5 |

#### За округами
| № округу        | Прізвище, ім'я, по батькові  | Дата визнання обраним | Освіта             | Партійна приналежність | Відомості про обраного депутата             |
| --------------- | ---------------------------- | --------------------- | ------------------ | ---------------------- | ------------------------------------------- |
| Партія регіонів |                              |                       |                    |                        |                                             |
| 2               | Коптель Олена Іванівна       | 04.11.2010            | середня спеціальна | член Партії регіонів   | тимчасово не працює                         |
| 4               | Осипенко Микола Григорович   | 04.11.2010            | середня            | член Партії регіонів   | СПДСавенко, столяр                          |
| 7               | Маринченко Григорій Іванович | 04.11.2010            | вища               | член Партії регіонів   | тимчасово не працює                         |
| 8               | Коптель Ганна Євгенівна      | 04.11.2010            | вища               | член Партії регіонів   | пенсіонер                                   |
| 13              | Коптель Ніна Миколаївна      | 04.11.2010            | вища               | член Партії регіонів   | Слобідська загальноосвітня школа, вчитель   |
| 14              | Щерба Надія Миколаївна       | 04.11.2010            | середня            | член Партії регіонів   | Слобідськевідділенязв'язку, листоноша       |
| Самовисування   |                              |                       |                    |                        |                                             |
| 1               | Карпенко Надія Михайлівна    | 04.11.2010            | вища               | позапартійна           | Слобідська сільська рада, головнийбухгалтер |
| 3               | Ярош Михайло Васильович      | 04.11.2010            | середня спеціальна | позапартійний          | тимчасово не працює                         |
| 5               | Осипенко Григорій Пименович  | 04.11.2010            | середня спеціальна | позапартійний          | пенсіонер                                   |
| 6               | Качура Микола Феодосійович   | 04.11.2010            | середня спеціальна | позапартійний          | пенсіонер                                   |
| 9               | Кот Наталія Іванівна         | 04.11.2010            | середня спеціальна | позапартійна           | Слобідська сільська рада, секретар          |
| 10              | Рень Ганна Миколаївна        | 04.11.2010            | середня            | позапартійна           | тимчасово не працює                         |
| 11              | Петровський Михайло Іванович | 04.11.2010            | середня спеціальна | член Народної партії   | м. Чернігівветаптека, реалізатор            |
| 12              | Пецькова Марія Іванівна      | 04.11.2010            | середня            | позапартійна           | пенсіонер                                   |
| 15              | Шелупець Михайло Миколайович | 04.11.2010            | середня спеціальна | позапартійний          | пенсіонер                                   |
| 16              | Кунтиш Людмила Віталіївна    | 04.11.2010            | середня            | позапартійна           | Вікторівський ФП, молодша медичнасестра     |